# 브라질 노동당
브라질 노동당(브라질 포르투갈어: Partido Trabalhista Brasileiro)은 1945년부터 1965년 사이 존재한 브라질의 대중영합주의 정당으로, 반공주의 독재자 제툴리우 바르가스의 우당으로 창당되었다. 이 정당의 창당 목적은 프롤레타리아 계급의 지지를 받는 브라질 공산당의 선거를 방해하고 탄압하기 위한 것이었다. 1945년 10월 29일 제툴리우 바르가스가 권좌에서 쫓겨난 이후 신임 당수인 주앙 굴라르의 주도로 당 개혁을 추진해 점차 반공주의, 우익 정당에서 벗어나 대중영합주의 정당으로 변모했다. 주앙 굴라르 대통령이 집권하면서 다시 한번 더 여당이 되었으나, 1964년 브라질 쿠데타로 주앙 굴라르 대통령이 실각되면서 활동이 금지되었고, 이듬해 강제 해산되었다.